# Upper Kalskag
Upper Kalskag és una població dels Estats Units a l'estat d'Alaska. Segons el cens del 2007 tenia 230 habitants.

## Demografia
Segons el cens del 2000, Upper Kalskag tenia 230 habitants, 62 habitatges, i 44 famílies La densitat de població era de 23,5 habitants/km².
Dels 62 habitatges en un 56,5% hi vivien nens de menys de 18 anys, en un 37,1% hi vivien parelles casades, en un 16,1% dones solteres, i en un 29% no eren unitats familiars. En el 24,2% dels habitatges hi vivien persones soles el 6,5% de les quals corresponia a persones de 65 anys o més que vivien soles. El nombre mitjà de persones vivint en cada habitatge era de 3,71 i el nombre mitjà de persones que vivien en cada família era de 4,55.
Per edats la població es repartia de la següent manera: un 43,9% tenia menys de 18 anys, un 10,4% entre 18 i 24, un 27% entre 25 i 44, un 12,6% de 45 a 60 i un 6,1% 65 anys o més.
L'edat mediana era de 22 anys. Per cada 100 dones de 18 o més anys hi havia 111,5 homes.
La renda mediana per habitatge era de 28.333 $ i la renda mediana per família de 32.708 $. Els homes tenien una renda mediana de 16.667 $ mentre que les dones 20.938 $. La renda per capita de la població era de 7.859 $. Aproximadament el 24,5% de les famílies i el 24,2% de la població estaven per davall del llindar de pobresa.

## Poblacions més properes
El següent diagrama mostra les poblacions més properes.